# Korčulsko otočje
Korčulansko (ali Korčulsko) otočje je skupina 19 otočkov v Pelješkem kanalu ob severozahodni obali otoka Korčule.

## Otoki
- Badija
- Rogačić
- Lučnjak
- Baretica
- Planjak
- Kamenjak
- Vrnik
- Knežić
- Gubavac
- Sutvara
- Škrpinjak
- Bisače
- Gojak
- Majsan
- Majsanić
- Vela Stupa
- Mala Stupa
- Velika Sestrica
- Mala Sestrica